# Joséphine Jobert
Joséphine Jobert, född 24 april 1985, är en fransk skådespelare.
Jobert har bland annat medverkat i TV-serierna Mord i paradiset och Concordia.

## Filmografi (i urval)
- 2015–2024 – Mord i paradiset (TV-serie)
- 2024 – Concordia (TV-serie)